# Gamal Mubarak

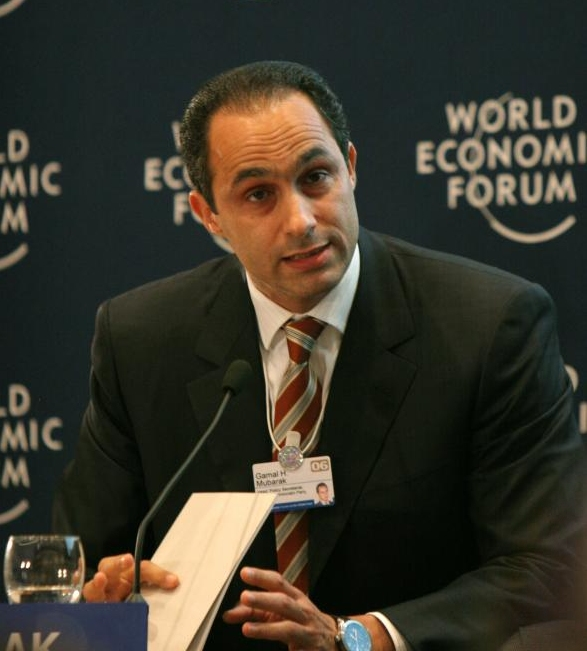
Gamal Mubarak (2006)

Gamal Mubarak (arabisch جمال مبارك Gamāl Mubārak, mit vollem Namen جمال الدين محمد حسنى سيد مبارك Gamāl ad-Dīn Muḥammad Ḥusnī Sayyid Mubārak, Ägyptisch-Arabisch: ɡæˈmæːl edˈdiːn mæˈħæmːæd ˈħosni moˈbɑːɾɑk, angeblich auch Jimmy Mubarak; * 27. Dezember 1963) ist ein Politiker und Bankier mit ägyptischem und britischem Pass und der zweite Sohn des ehemaligen ägyptischen Präsidenten Husni Mubarak und dessen Frau Suzanne.
Obwohl Gamal keinen militärischen Hintergrund hat, bemühte er sich – im Gegensatz zu seinem älteren Bruder Alaa Mubarak – um eine politische Karriere in Ägypten. So war allgemein erwartet worden, dass er bei der geplanten Präsidentenwahl im September 2011 kandidieren werde. Sein Vater hatte offengelassen, ob er noch einmal antreten werde. Nach Beginn der Revolution 2011 wurde Gamal Mubarak allerdings nicht wieder in Ägypten gesehen und in London vermutet. Am 12. April 2011 wurde er von Ägyptens Generalstaatsanwaltschaft zur Stellungnahme zu Korruptionsvorwürfen vor ein Gericht in Kairo geladen. Tags darauf wurde er zum Zweck investigativer Befragung hinsichtlich der Vorwürfe der Korruption für 15 Tage inhaftiert. Am 2. Juni 2012 wurde das Verfahren gegen ihn und seinen Bruder Alaa aufgrund des Ablaufs der Verjährungsfrist eingestellt.

## Leben

### Frühe Jahre
Gamal Mubarak studierte von 1981 bis 1985 Wirtschaftswissenschaft an der Amerikanischen Universität in Kairo. Der Banker war von 1988 bis 1994 Vizepräsident der Sektion Europa, Nahost und Afrika der America International Bank in London (Bank of America). Sein dortiger Geschäftsbereich konzentrierte sich auf den Bereich Emissionsgeschäfte. Er kehrte 1996 nach Ägypten zurück.
Er baute 1997 mit einigen Kollegen die MedInvest Associates Ltd. auf, welche private Aktienfonds betreut und Unternehmen in Finanzangelegenheiten berät. Gamal Mubarak ist der Vorsitzende der Future Generation Foundation (FGF), einer staatsunabhängigen Organisation, die sich beruflichen Ausbildungen widmet und die Jugend als Zielgruppe hat. Er ist außerdem in mehreren Nichtregierungsorganisationen aktiv, darunter in einer, die sich um den Bau von Sozialwohnungen kümmert.

### Einstieg in die Politik
Sein Vater ernannte ihn im September 2002 zum Generalsekretär des politischen Komitees, was ihn zum drittmächtigsten Mann der Partei beförderte und ihm die Kontrolle über einen Großteil der wichtigsten Aktivitäten in der Regierung ermöglicht. Die Nationaldemokratische Partei (NDP) besitzt die Mehrheit an Sitzen im Parlament.
Nach den Kabinettsänderungen im Juli 2004 und der Ernennung von Ahmad Nazif zum neuen Premierminister Ägyptens nannte man das Kabinett „Gamals Kabinett“, da nahezu die gesamte Neubesetzung der Minister vom politischen Komitee der NDP ausgesucht wurde.

### Geplante Machtübernahme
Obwohl Mubarak und sein Vater es bestritten hatten, war allgemein erwartet worden, dass Gamal Mubarak bei der geplanten ägyptischen Präsidentenwahl im September 2011 kandidieren würde. Anfang 2006 wiederholte Gamal Mubarak eindringlich, dass er nicht nach dem Posten seines Vaters strebe, aber seine Position in der NDP als stellvertretender Generalsekretär weiterhin ausfüllen werde. Dieser Posten ist Teil des wichtigsten Organes der NDP.
Ein mögliches Hindernis bei der Machtübernahme hätte die Tatsache werden können, dass Gamal Mubarak im Gegensatz zu seinem Vater keinen militärischen Hintergrund hat. Seit dem Militärputsch in Ägypten 1952 kamen alle ägyptischen Präsidenten aus den Reihen der Armee.
Im September 2004 äußerten einige (inoffizielle) politische Gruppen wie die Kifaya ihren Unmut über die in der Politik herrschende Vetternwirtschaft und forderten Änderungen, allen voran freie Wahlen mit mehr als nur einem Kandidaten.
Den Söhnen Mubaraks wird zusätzlich vorgeworfen, ohne jegliche Investition lukrative Beteiligungen an unzähligen Firmen wie Phillip Morris, Škoda Auto, Mövenpick, Vodafone, McDonald’s und vielen anderen erhalten zu haben. Außerdem kommen sie ohne Sicherheiten an Bankkredite für sie und ihre Freunde. Sie sollen mit Mitteln aus Wohltätigkeitsorganisationen illegale Finanztransaktionen, Waffenhandel und Geldwäsche betreiben. Zu den Vorlieben der Söhne sollen auch Ausflüge in die Welt des Drogenhandels und des illegalen Exports ägyptischer Kunstschätze gehören.
Am 26. Februar 2005 erlaubte Husni Mubarak für die Präsidentschaftswahlen im September 2005, mehrere Kandidaten aufzustellen. Hierzu änderte das Parlament den Artikel 76 der ägyptischen Verfassung. Viele sehen allerdings hinter diesem Schritt zu „freien Wahlen“ eine List, die später Gamal Mubarak den Weg ermöglichen wird, als Präsident zu kandidieren.
Am 5. Februar 2011 wurde bekanntgegeben, dass Gamal Mubarak den Posten des Vorsitzenden des politischen Komitees der regierenden Nationaldemokratischen Partei aufgegeben habe.

## Familie
Gamal Mubarak ist seit 2008 mit Khadiga El Gammal verheiratet. Sie ist die Tochter des ägyptischen Geschäftsmanns Mahmoud El Gammal und ebenfalls Absolventin der Amerikanischen Universität in Kairo.

## Weblink
https://www.spiegel.de/thema/gamal_mubarak/ aufgerufen am 9. Januar 2015